# Coney Island at Night
Coney Island at Night, známý také pod názvem Coney Island by Night, je americký němý film z roku 1905. Režisérem je Edwin S. Porter (1870–1941). Film trvá zhruba 4 minuty a premiéru měl 29. června 1905.
Natáčení probíhalo mezi 4. a 5. červnem 1905.

## Děj
Film zachycuje Coney Island a lunapark v noci. (Lunapark byl otevřen v roce 1903 a zrušen v roce 1944.)